# Веди
Веди (јерм. Վեդի) је град у Јерменији, и један од 4 градска центра у марзу (провинцији) Арарат на југозападу те земље.
Смештен је у централном делу марза, на левој обали реке Веди, на 35 км југоисточно од главног града Јерменије Јеревана. Јужно од града налази се Гораванска пустиња, подручје које је под заштитом државе.
До 1948. носио је назив Бејук Веди. Статус града је стекао 1955. године.
У граду је према проценама за 2010. живело 13.600 становника, а основу популације чине Јермени.
У граду ради једна од највећих винарија у Јерменији Vedi Alco основана 1938. године, посебно позната по свом вину Вернашен. У дестилерији се поред вина производе и обојена жестока алхоколна пића и вотка.